# Сава Стефанов
Сава Стефанов Стефанов е български офицер, контраадмирал, началник на Флота на България (1 януари 1923 – 29 май 1933).

## Биография
Роден е на 1 март 1884 г. в Търново. През 1905 г. завършва Военното училище в София. Започва да служи на кораба „Надежда“. По-късно завършва курс за морски офицери към Щаба на флота. Между 1906 и 1908 г. служи в Дунавската флотилия. През 1909 г. завършва Минен електротехнически офицерски клас. От 1910 до 1911 г. е командирован в Кронщад, Руска империя, за да учи радиотелеграфия. След завръщането си е минен офицер на кораба „Надежда“. От 26 март 1911 г. е завеждащ радиостанциите на кораба. През 1915 г. е назначен за командир на миноносеца „Строги“. По време на Първата световна война преподава в Морското машинно училище, бил е началник на Флотския арсенал и командир на Портовата дружина. През 1917 г. специализира подводно дело в Германия. От 1919 г. е начални-щаб на флота, а от 1923 г. началник на флота. През 1931 г. официално е назначен за началник на флота. През 1926 г. става член на Морския сговор. Между 1931 и 29 май 1933 г. отново е началник на флота. Излиза в запас през 1933 г. Награждаван е с Орден „Св. Александър“ IV степен, „Народен орден за военна заслуга“ IV степен, Италиански „Орден на короната на краля на Италия“ и орден „Св. Мавриций и св. Лазар“.

## Военни звания
- Подпоручик (2 август 1905)
- Мичман I ранг (15 октомври 1908)
- Лейтенант (15 октомври 1912)
- Капитан-лейтенант (16 март 1917)
- Капитан II ранг 2 ноември 1919
- Капитан I ранг (6 май 1926)
- о.з. Контраадмирал (8 май 1935)